# Kay Jacobs
Kay Jacobs (* 1961 in Kiel) ist ein deutscher Rechtsanwalt und Schriftsteller. 

## Leben
Jacobs studierte Jura, Philosophie und Volkswirtschaft in Kiel und Tübingen. Anschließend promovierte er über Unternehmensmitbestimmung. Seit 1992 ist er in unterschiedlichen norddeutschen Kanzleien als Rechtsanwalt tätig. Seit 2014 veröffentlicht er regelmäßig Romane.
Im Oktober 2018 wurde er für seinen historischen Kriminalroman „Kieler Helden“ mit dem Silbernen Homer ausgezeichnet.
Jacobs ist verheiratet. Er lebt mit seiner Familie an der Ostsee.

## Werke (Auswahl)
- Begründete Zweifel. tredition, Hamburg 2014, ISBN 978-3-7323-0899-6.
- Kieler Schatten. Gmeiner-Verlag, Meßkirch 2015, ISBN 978-3-8392-1697-2.
- Combo. tredition, Hamburg 2015, ISBN 978-3-7323-5895-3.
- Kieler Dämmerung. Gmeiner-Verlag, Meßkirch 2016, ISBN 978-3-8392-1889-1.
- Das gefälschte Lächeln. Gmeiner-Verlag, Meßkirch 2017, ISBN 978-3-8392-2031-3.
- Kieler Helden. Gmeiner-Verlag, Meßkirch 2017, ISBN 978-3-8392-2129-7.
- Kieler Morgenrot. Gmeiner-Verlag, Meßkirch 2018, ISBN 978-3-8392-2227-0.
- Kieler Courage. Gmeiner-Verlag, Meßkirch 2021, ISBN 978-3-8392-2835-7.
- Kieler Schein. Gmeiner-Verlag, Meßkirch 2022, ISBN 978-3-8392-0271-5.